# Barbara E. Crawford
Barbara Elizabeth Crawford est une historienne britannique. Elle est une sommité en matière d'histoire médiévale des îles du Nord de l'Écosse et de la « frontière » norvégienne-écossaise et des relations à travers la mer du Nord. Elle est maitresse de conférences honoraire en histoire médiévale à l'Université de St Andrews et professeure honoraire à l'Université des Highlands et des îles. Elle reçoit un OBE pour ses services à l'histoire et à l'archéologie en 2011. Elle devient membre de l'Académie norvégienne en 1997 et est élue membre de la Royal Society of Edinburgh en 2001.
Crawford est également membre de la Society of Antiquaries of London depuis 1964 et de la Society of Antiquaries of Scotland depuis 1974. Elle a étudié les noms de lieux dans la « frontière » nordique et celtique dans le nord de l'Écosse, le culte de saint Clément en Angleterre, en Écosse et en Scandinavie, ainsi que les fouilles et reconstructions sur Papa Stour.

## Biographie
Barbara Elizabeth Crawford est née dans le Yorkshire. Elle commence un diplôme de premier cycle à l'Université de St Andrews en 1959 et obtient ensuite un diplôme de deuxième classe supérieure en histoire médiévale et moderne. Au cours de ses études, elle est membre de la St Andrews University Archeological Society qui est alors dirigée par Terence Mitford. Dans les années 1960, Crawford retourne à St Andrews pour poursuivre des études supérieures. À la fin des années 1960, elle commence à travailler comme tutrice au département d'histoire médiévale de St Andrews. Elle termine son doctorat à l'Université de St Andrews en 1971 à la suite de sept années de travail de recherche, avec une thèse intitulée "Les comtes d'Orkney-Caithness et leurs relations avec la Norvège et l'Écosse : 1158-1470". Crawford devient chargée de cours au département d'histoire médiévale de St Andrews en 1971 et enseigne à St Andrews pendant trente ans, jusqu'à sa retraite anticipée en 2001.
Grâce au financement de l'Université de St Andrews, ainsi qu'au financement du Carnegie Trust et d'une bourse Leverhulme, Crawford fouille le site d'une maison nordique en bois post-viking sur l'île de Papa Stour dans les Shetland. Un rapport de cette fouille The History and Excavation of a Royal Norwegian Farm at the Biggings, Papa Stour, Shetland est publié conjointement en 1999 par la Society of Antiquaries of Scotland et l'Académie norvégienne des sciences et des lettres.
Depuis 2001, Crawford poursuit ses recherches et organise des collaborations académiques depuis son domicile, d'abord à Fife et maintenant aux Orcades.
Sa monographie Scandinavian Scotland publiée en 1987 est décrite comme « de loin la meilleure monographie » sur le sujet.
Crawford édite un volume de documents de conférence Papa Stour et 1299 qui est le résultat d'une conférence commémorant le 700e anniversaire du premier document des Shetland et l'achèvement des fouilles de Papa Stour. Le livre reçoit des critiques favorables en 2003. Elle mène également une étude sur de nombreuses églises dédiées à Saint Clément en Scandinavie et en Grande-Bretagne dont deux (Clementhorpe et Château de Pontefract) figurent dans un essai publié en 2008.
En 2013, Crawford remporte une subvention Carnegie Trust pour The Northern Earldoms. Orkney and Caithness from 870 to 1470 AD, un livre basé sur sa thèse de doctorat,.
Après avoir pris sa retraite en 2001, Crawford participe à la création du Strathmartine Trust, dont elle est maintenant la présidente. La fiducie gère un centre pour les historiens à la retraite sans lien avec l'université pour les aider à poursuivre leurs propres recherches historiques. Crawford est également actuellement membre du comité de la société archéologique de l'Université de St Andrews.